# William Lauder

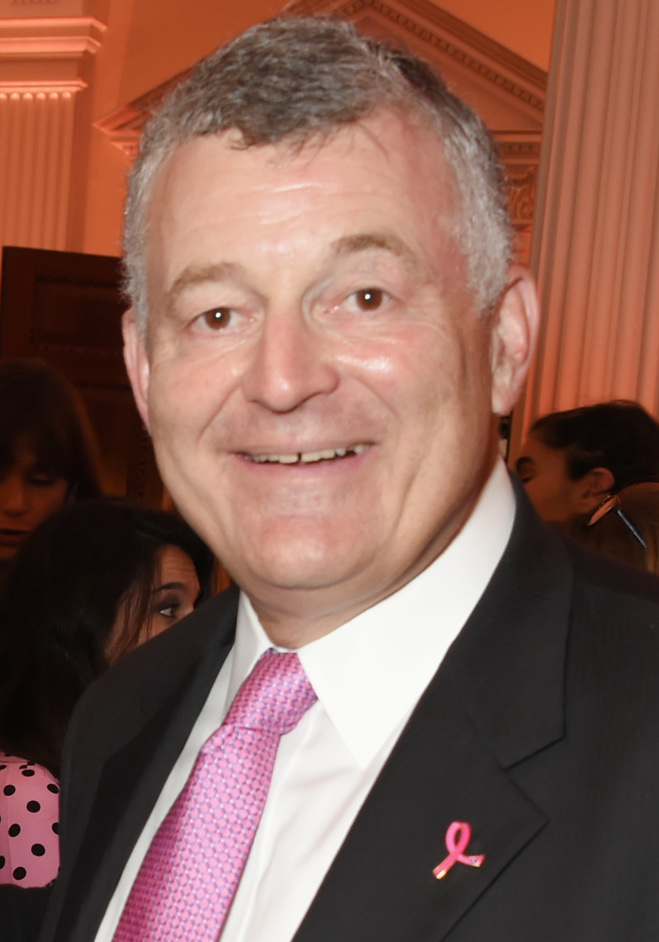
Lễ tân cho Lễ kỷ niệm 25 năm Chiến dịch Ung thư Vú của Esteé Lauder Vương quốc Anh tại Winfield House.

William Lauder là Chủ tịch, CEO Estee Lauder Companies; một trong những tập đoàn mỹ phẩm danh tiếng nhất thế giới. Ông sinh ra trong một gia đình có truyền thống kinh doanh. Bà ông - Estee Lauder – được mệnh danh là một trong những thiên tài kinh doanh của thế kỷ hai mươi, nổi tiếng về lòng quyết tâm và sự kiên trì khi xây dựng công ty bắt đầu từ việc bán kem dưỡng da. Theo chân bà, bố và mẹ ông đều làm việc cho công ty gia đình và cũng đạt được những thành công nổi bật.
Là thế hệ thứ ba, William Lauder thừa hưởng từ gia đình những tố chất cần thiết để trở thành một người điều hành. Nhưng trước khi trở thành CEO của công ty gia đình, William Lauder cũng phải trải qua một cuộc thử lửa, bắt đầu từ yêu cầu của người cha: phải thể hiện tốt ở một nơi khác trước. Và ông đã làm cho Macy’s trong 3 năm sau khi hoàn tất chương trình huấn luyện điều hành.
William Lauder trở về Estee Lauder năm 1986 trong vai trò giám đốc tiếp thị Khu vực của Clinique USA. Ông đã phải nỗ lực không ngừng để được nhìn nhận mình là người có năng lực và xứng đáng trở thành người lãnh đạo của công ty. Năm 2004, William Lauder chính thức được bổ nhiệm làm CEO của Estee Lauder với sự đồng thuận từ nhiều người. Nhìn lại chặng đường đã qua, ông chia sẻ: "Tôi tin mình phải làm việc gấp đôi để được đánh giá chỉ phân nửa".
Trong năm đầu tiên trên cương vị CEO, William Lauder đã gặp phải một thách thức lớn. Lợi nhuận giảm. Cổ phiếu mất giá 30%. Một số nhãn hiệu chủ đạo bị mất thị phần tại Mỹ. William bắt đầu cải tổ lại công ty theo cách riêng của mình, bảo vệ ý tưởng thành lập các cửa hàng độc lập và hướng đến tiếp cận thị trường nước ngoài, đặc biệt là những thị trường mới nổi. Sau cải tổ, lợi nhuận tăng hơn gấp đôi so với năm trước, giá cổ phiếu của công ty không ngừng tăng lên.
Theo William, điều quan trọng khi là người lãnh đạo là phải biết lắng nghe, bởi vì: "Bạn không có sự độc quyền về ý tưởng tốt".